# Human (singel The Human League)
Human – singel brytyjskiej grupy The Human League wydany w roku 1986.
Utwór napisali Jimmy Jam i Terry Lewis. Teledysk do piosenki nakręcono w Slough. Singel dotarł do 1. miejsca amerykańskiej listy przebojów Billboard Hot 100 i jest jednym z największych przebojów grupy.
Teledysk do utworu został nakręcony w Londynie w czerwcu 1986.